# Škrob
Škrob (lat. amylum; kemijska formula (C6H10O5)n) je naravni polisaharid, polimer sestavljen iz povezanih glukoznih enot. Ob normalnih pogojih je v trdem agregatnem stanju. Tališče škroba je pri 250 stopinjah celzija. V hladni vodi je škrob netopen, pri segrevanju na 90 °C pa iz njega nastane škrobni klej. Škrob je sestavljen iz amiloze (nerazvejanih verig) in amilopektina (razvejanih verig).
Škrob pridobivajo iz žita, pa tudi iz gomoljev in korenin različnih rastlin. Po mokrem mletju ga iz tkiv izperejo z vodo, ločijo od ostalih sestavnih delov in posušijo. Je skoraj brez okusa in ga zato uporabljajo kot vezivo v živilski industriji in kulinariki. 

## Vrste škroba
Najpomembnejši vrsti škroba sta koruzni in krompirjev škrob. Deloma sta pomembna še rižev in pšenični škrob. Koruzni škrob se uporablja predvsem za izdelavo praška za puding, krompirjev škrob pa kot dodatek za izdelavo določenih mesnin, npr. posebne klobase, meso za zajtrk.